# Durmersheim
Durmersheim település Németországban, azon belül Baden-Württembergben. Lakosainak száma 12 142 fő (2023. december 31.). Durmersheim Elchesheim-Illingen községgel határos.

## Népesség
A település népessége az elmúlt években az alábbi módon változott:
| Lakosok száma | 10 010 | 12 255 | 12 160 | 12 067 | 12 085 | 12 142 |
|               | 1975   | 2017   | 2019   | 2021   | 2022   | 2023   |